# 제작극회
제작극회(制作劇會)는 한국의 극단이다.

## 개요
1957년 한창 국산영화의 붐이 일어나던 무렵에 연극계의 저조현상(低調現狀)이 점차 높아졌는데, 주로 30대 전반의 젊은 연극인들이 일체의 낡은 형태의 극예술과 낡은 사고방식에 사로잡힌 극예술인들을 거부한다는 강력한 기치를 들고 '제작극회'를 조직, 창립공연 <사형수>와 제2회 공연 <청춘>(막스 할베 작)을 선보였다. 김경옥·최창봉·차범석·이두현·저동화·오사량·박현숙·최상현 등 발기 동인들은 지금까지의 타성과 안일에 빠진 기성 연극계에 대항하여 순수한 연극, 이념있는 연극에의 복귀를 선언하였다. 그러나 이러한 선언에도 불구하고 초기의 공연 성과는 너무도 빈약했다. 1960년 7월 <성난 얼굴로 돌아보라>(존 오즈번 작)로부터 제작극회의 능력이 과시되는가 싶더니 1961년 4월 <껍질이 깨지는 아픔 없이는>(차범석 작)으로 제1기의 활동은 끝나고 말았다. 그 후 <산여인>(김경옥 작) 외에 몇 작품이 시도되었으나 초기의 성난 기백은 더 발견할 수 없었다. '제작극회'는 표방한 정신과 목표를 향해 발전을 거듭해 갔으나 웬일인지 활동이 갑자기 중단되어 버렸다. 그래도 50년대 말의 이 극단의 활약은 60년대의 새로운 아마추어 극단의 출현을 크게 자극한 것이라 않을 수 없다.